# 文成公主 (2001年電視劇)

電視劇《文成公主》（2001年），由中国中央电视台製作的20集古裝電視連續劇。描述唐朝貞觀十五年（641年），文成公主入藏和親，与吐蕃贊普松贊干布攜手打造唐蕃友好的故事。本剧对文成公主的生平进行了大量改编。

## 演員名單
- 曹　穎　　飾演　文成公主（李雪雁）　嫁入吐蕃的和親公主
- 仁青頓珠　飾演　松贊干布　吐蕃王朝第33任贊普
- 張光北　　飾演　祿東贊　　吐蕃大相
- 張志忠 　飾演　李道宗　　江夏郡王兼禮部尚書
- 洪宇宙　　飾演　唐太宗　　唐朝第二任皇帝
- 多布杰　　飾演　恭　頓　　吐蕃副相
- 黃　河　　飾演　尚　凱　　唐朝官員
- 洛桑群培　飾演　俄梅勒贊　吐蕃老臣
- 常曉陽　　飾演　布　色　　恭頓的隨從
- 李　梅　　飾演　馬　嫂　　文成公主的奶娘
- 黃愛玲　　飾演　李夫人　　文成公主的生母
- 王佳寧　　飾演　李彌夏　　象雄領主
- 曾媛媛　　飾演　拉　姆　　文成公主的侍女
- 李　黎　　飾演　倩　兒　　文成公主的侍女
- 馬雅舒　　飾演　赤尊公主　松贊干布娶的尼泊爾公主
- 央孜白雲　飾演　賽瑪葛　　松贊干布胞妹吐蕃贊姆
- 張　謙　　飾演　聶尺尚　　吐蕃官員
- 趙　毅　　飾演　桑布扎　　吐蕃官員
- 杜功海　　飾演　魯　加　　文成公主的管家
- 馮國強　　飾演　法　師　　苯教法師
- 德青卓瑪　飾演　甄瑪托　　松贊干布之母
- 胡珊珊　　飾演　孟赤江　　松贊干布元配王妃
- 張春年　　飾演　張得貴　　唐朝入蕃工頭
- 劉伯英　　飾演　長孫無忌　唐朝大臣、國舅
- 毕彦君　　飾演　蕭夢臣　　唐朝官員
- 范　曦　　飾演　柳夫人　　護送文成公主入蕃的女官
- 劉　佳　　飾演　長孫皇后　唐太宗皇后
- 趙衛東　　飾演　諾曷缽　　吐谷渾可汗
- 趙　越　　飾演　弘化公主　吐谷渾王妃
- 康　凱　　飾演　果爾丹　　吐谷渾將軍

## 劇情大綱
公元7世纪初，正值唐太宗贞观年间。此时，雪域高原的第32代赞普松赞干布完成了统一各部族的大业，建立了吐蕃王朝，他派使臣向唐请婚，未得同意。松赞干布武力请婚再次遭到唐太宗拒绝，他便谴心腹大相禄东赞再往长安谢罪请婚。唐太宗为松赞干布的诚意感动，但却苦于无适龄女儿出嫁。
大唐礼部尚书、江夏郡王李道宗之女李雪雁是个伶俐活泼、聪颖过人的大家闺秀、宗室之女。在遴选公主时，唐太宗一眼看中雪雁，册封为“文成公主”下嫁吐蕃。
文成公主一行历经千难万险，向吐蕃进发。途中，吐蕃副相恭顿与义子布色借刀杀人，欲谋害文成公主，困难重重之时，禄东赞脱离长安，赶上队伍，化险为夷。松赞干布亲往柏海迎接文成公主，两人一见钟情。文成到达吐蕃都城逻些，受到百姓的迎接，盛大的婚礼上，百姓高呼“扎西得勒”，争相用额头碰贴公主衣衫，撕碎了公主的衣裙奉为圣物，以求平安。吐蕃人特有的风俗礼仪，使文成倍受感动。庆典中，恭顿一伙企图暗害文成的阴谋再次被挫败。
松赞干布完成统一大业，致力于发展经济，并效仿大唐建立吐蕃的法律和典章制度，制定吐蕃的“六部大法”，并在文成公主的建议下选派吐蕃青年去大唐学习。
相雄王李弥夏伺机谋反，松赞干布决定前往相雄盟誓，派禄东赞留驻逻些照看文成。恭顿借此机会制造文成与禄东赞有染的绯闻，以达一箭双雕的目的。松赞干布相雄归来，为流言所累，十分抑郁。禄东赞自缚于松赞干布帐下，请求查清谣言，洗刷公主所蒙不白之冤。三堂对质，真相大白。
“六部法典”即将制定完成，吐蕃遇到特大干旱，大量灾民涌入逻些乞求救济。恭顿和大法师趁机煽动饥民闹事，并图谋假借天神旨意驱魔灭灾，诬指文成公主是女妖。松赞干布洞察到驱魔背后的阴谋，他的强大的威慑力迫使大法师改称妖魔附在文成公主的侍女拉姆身上，并唆使百姓将拉姆驱出逻些。文成公主为自己不能保护无辜的拉姆而自责，为寻找拉姆，她来到雅隆乡间。临行前，文成公主要求松赞干布开仓放粮，赈济灾民。“六部法典”终于顺利颁布，恭顿和大法师阻挠法典实施的阴谋彻底破产。文成在雅隆乡间边寻找拉姆，边为百姓治病，被人们称为“白度母、活菩萨”。
逻些的第一座宫殿红宫建成，松赞干布迎接文成公主返回逻些，经过这次磨难，两人更加心心相印。长期征战使松赞干布积劳成疾，讨伐恭顿成功后回归逻些途中，松赞干布病逝，年仅34岁。文成公主与他共同生活了十年，无后嗣。
松赞干布死后葬在家乡雅隆，文成公主此后一直生活在雅隆。二十年后，唐使尚凯再次入蕃，奉唐高宗之命请文成公主回长安颐养天年。文成公主悟到，她是为唐蕃亲好嫁到吐蕃，即已踏上这条长路，只有义无返顾地走下去，不可能再停下来。她送走了东归的亲人，留在高原，成为汉藏人民心中永远的白度母。文成公主与松赞干布携手，为汉藏民族团结谱写了一首万古流芳的颂歌。